# Koningsvrede
De Koningsvrede of de Vrede van Antalcidas, een in veler ogen beschamend vredesverdrag voor Athene en zijn bondgenoten werd gesloten met de Perzische koning Artaxerxes II in 387 v.Chr.. De Grieken sloten het verdrag toch op aansporen van Sparta. Door het verdrag kwamen de Griekse steden van Klein-Azië opnieuw onder Perzische dominantie. Het was de allereerste keer dat een algemene vrede werd opgelegd aan Hellas.
Deze gang van zaken was misschien wel pijnlijk voor de eigendunk van vele Grieken, maar toch hadden de meesten onder hen zich reeds lang verzoend met de gedachte dat het toch verloren stellingen waren. Bovendien konden de Grieken zich geen nieuwe en slopende oorlog veroorloven voor het behoud van enkele geïsoleerde steden. Voor die steden in Klein-Azië was het Perzische bewind trouwens heel draaglijk, onder meer omdat zij een grote administratieve vrijheid behielden, want zij lagen ver van het Perzische rijkscentrum.